# 26 Proserpina
Proserpina /proʊˈsɜːrpɪnə/ (định danh hành tinh vi hình: 26 Proserpina) là một tiểu hành tinh ở vành đai chính do nhà thiên văn học người Đức Karl T. R. Luther phát hiện vào ngày 5 tháng 5 năm 1853. Tiểu hành tinh này được đặt theo tên nữ thần Proserpina, con gái của nữ thần Ceres trong thần thoại La Mã.